# JUNON SUPERBOY CONTEST
JUNON SUPERBOY CONTEST，是由「主婦與生活社」發行的月刊雜誌「JUNON」所主辦的美男子選拔賽。
自1988年起開始舉辦，每年一回，進行情況揭載於月刊雜誌「JUNON」。
選拔賽中通過最終審查的參賽者統稱為「JUNON BOY」。

## 概要
参加資格：13歳到22歳沒有經紀公司的男子。
審查流程：第一次審査「資料審查」→第二次審査「面試&照相」→第三次審査「雜誌讀者人氣投票」→通過的前10名參賽者進行最終審査。另自2009年起在JUNON官方網站「PLATINUM JUNON」開始進行第二次審査落選者的敗部復活人氣投票活動。
最終審査：進行方式為參賽者在觀眾、歷屆獲獎者及藝人來賓前表演才藝。
獎項：「最高獎」、「準最高獎」、「最佳上相獎（讀者投票第一名）」、「評審特別獎」。
獲獎者大多會與經紀公司進行簽約，並作為演員出道。近年來最高獎的獲獎者經常獲得多家經紀公司的青睞，例如2006年第19屆最高獎的溝端淳平就創下有40家經紀公司搶著簽約的紀錄，而2008年第21屆最高獎的市川知宏則有36家經紀公司提出邀約。
到目前為止這個比賽提拔了武田真治、葛山信吾、袴田吉彦、柏原崇、伊藤英明、加藤晴彦、小池徹平、平岡祐太、山本裕典、溝端淳平、三浦翔平、菅田將暉、犬飼貴丈等多位目前活躍於演藝圈的藝人。其中2000年第13屆獲獎者的伊崎右典、伊崎央登、北村悠、金子恭平組成了4人的男子團體「FLAME」。

## 歴屆記錄
| 屆別                  | 參賽人數 | 審查員                                                          | 最高獎     | 準最高獎          | 最佳上相獎   | 評審特別獎                        | 最終選拔出場                                                                                       |
| 第一屆 （1988年）     | 2830     | 林真理子 長野智子 芳本美代子                                    | 永瀨馨     | 大野直人 釜瀨健二 |              |                                   | |
| 第二屆 （1989年）     | 2460     | 秋元康 松本伊代 杉本彩                                          | 武田真治   | 板場真二          | 村越秀章     | 田中秀章 奧田康貴                 | |
| 第三屆 （1990年）     | 2200     | 三宅惠介 杉本彩 田中律子                                        | 葛山信吾   | 原田龍二          | 仲田健一     |                                   | |
| 第四屆 （1991年）     | 3478     | RIKACO 松下由樹 武田真治                                        | 袴田吉彦   | 藏滿誠            | 阿久津健太郎 | 嶋田明宏 松川雄一                 | |
| 第五屆 （1992年）     | 3363     | 森口博子 高橋里奈                                               | 西野敬三   | 土屋大輔          | 伊藤欣司     | 木元啟二 山下貴之                 | |
| 第六屆 （1993年）     | 3592     | 高杢禎彥 森川由加里 小田茜                                      | 柏原崇     | 伊藤英明          | 堀口正紀     | 加藤晴彦 伏石泰宏                 | |
| 第七屆 （1994年）     | 5457     | 山瀨Mami 永作博美                                               | 黑田大地   | 宇野智            | 中山正太郎   | 村上幸平                          | 石井太一郎                                                                                         |
| 第八屆 （1995年）     | 6084     | 马西娅 吉野公佳 袴田吉彦                                        | 井澤健     | 大島信一          | 杉崎廣哉     |                                   | |
| 第九屆 （1996年）     | 6375     | 鈴木紗理奈 柏原崇 藤森夕子                                      | 松尾政壽   | 松尾敏伸          | 野田一平     | 渡邊和洋 大熊範彦                 | 井上陽平                                                                                           |
| 第十屆 （1997年）     | 10563    | 中山Emiri 酒井美紀 原千晶                                       | 稻葉俊明   | 根本康大          | 稻葉俊明     | 原田健二                          | 小野健太郎 藤岡龍雄 （現藤岡靛）                                                                   |
| 第十一屆 （1998年）   | 13446    | 佐藤藍子 加藤晴彦                                               | 金田直     | 櫻田龍太郎        | 姜暢雄       | 根田淳弘                          | 永山たかし 松田悟志                                                                                |
| 第十二屆 （1999年）   | 14112    | 奧賽羅 Anji                                                     | 武田光兵   | 伊阪達也          | 松木貴彦     | 藤澤大悟 西山宗佑 安田聰太郎      | 小谷嘉一                                                                                           |
| 第十三屆 （2000年）   | 14537    | 伊藤英明 永作博美                                               | 伊崎右典   | 安居劍一郎        | 米光雄作     | 伊崎央登 金子恭平 沖山直          | 大久保重英 葉山愛次 北村悠 平田龍也                                                                |
| 第十四屆 （2001年）   | 15007    | 菊川 袴田吉彦                                                   | 小池徹平   | 小笠原大晃        | 大橋慶一郎   | 森本亮治 武田航平                 | 半田健人 後藤剛志 鳥居孝行                                                                         |
| 第十五屆 （2002年）   | 15223    | 邊見Emiri 葛山信吾                                              | 平岡祐太   | 鹽澤英真          | 石田卓也     | 木村了                            | 加藤和樹 佐藤佑介 早田剛 水谷百輔                                                                  |
| 第十六屆 （2003年）   | 15305    | 小池荣子 KABA.Chan 岡田惠和                                     | 谷和憲     | 松本寬也          | 渡部純       | 相葉弘樹 村上耕平                 | 川岸銀次 三浦悠                                                                                    |
| 第十七屆 （2004年）   | 14385    | 平山綾 室井佑月 那須博之 淳君                                   | 石黑英雄   | 海老澤健次        | 白鳥廣樹     | 山崎將平 真山明大                 | 八戶亮 中河內雅貴                                                                                  |
| 第十八屆 （2005年）   | 14303    | 森三中 越智真人 淳君                                            | 中村蒼     | 山本裕典          | 山本裕典     | 池田絢亮 西野成人                 | 菅野篤海 制野峻右 福田雄也                                                                         |
| 第十九屆 （2006年）   | 13940    | 岩佐真悠子 IKKO 淳君                                            | 溝端淳平   | 池田純矢          | 高橋優太     | 木戶邑彌 木之本嶺浩 久保翔        | 植田圭輔 小堀慎平 佐藤大輔 標永久 和田晃太郎                                                       |
| 第二十屆 （2007年）   | 15084    | 佐藤江梨子 城咲仁 針千本                                        | 竹内壽     | 白石隼也          | 三浦翔平     | 宮崎翔太                          | 日和佑貴 村上一志 高橋龍輝 上鶴徹 川畑一志 佐藤拓也 大河原優太 丹羽博人                            |
| 第二十一屆 （2008年） | 15338    | 植松晃士 木下優樹菜 椿姬彩菜                                    | 市川知宏   | 渡部秀            | 秋元龍太朗   | 和田德晃 寺田拓哉                 | 清水一希 川村聖斗 後藤崇太 荒井敦史 船曳健太 菅生大將 （現菅田將暉） 井深克彦                      |
| 第二十二屆 （2009年） | 15491    | 小池徹平 木下優樹菜 井本絢子                                    | 稻葉友     | 鈴木勝大          | 鈴木身来     | 大久保直樹 柾木玲弥               | 内海大輔 中山優貴 根岸拓哉 福井啓太 佐伯亮 武部隼人 村松晃輔 山本涼介                              |
| 第二十三屆 （2010年） | 15132    | 澤村一樹 益若翼 德光修平                                        | 上遠野太洸 | 黑羽麻璃央        | 飯田のえる   | 山崎大輝 田之上賢志               | 戶塚純貴 河野聰太 池田直生 神永圭佑 瀨戶尚哉 三原大樹 北村健人                                     |
| 第二十四屆 （2011年） | 13226    | 西島隆弘（AAA） 宇野實彩子（AAA） 與真司郎（AAA） 特林德爾·玲奈 | 佐野岳     | 井阪郁巳          | 樋口裕太     | 鹽野瑛久 井藤瞬                   | 今田龍人 植田慎一郎 江口祐貴 重德宏 新里宏太 三浦海里                                              |
| 第二十五屆 （2012年） | 13816    | 武田真治 小池徹平                                               | 犬飼貴丈   | 上野凱            | 財木琢磨     | 橫田龍儀 高木光祐 (明色美顏BOY賞) | 勸修寺玲旺 谷田大河 帶向文也 石井貴就 西尾宇宙 國澤竣哉 松本龍平                                   |
| 第二十六屆 （2013年） | 13117    | 溝端淳平 宇野實彩子（AAA）                                      | 國島直希   | 西川俊介          | 阿部快征     | 山口葵                            | 萩尾圭志 安藤瑠一 岡﨑大和 藏田尚樹 北川尚弥 齋藤健心 堀田聖也 岡本拓士                            |
| 第二十七屆 （2014年） | 13520    | 板野友美 IVAN                                                   | 西銘駿     | 阿久津仁愛        | 千葉冴太     | 田川隼嗣                          | 勸修寺保都 新澤典将 菅沼凌 渡邊劍 谷水力 岐洲匠 石川慎太郎                                         |
| 第二十八屆 （2015年） | 13948    | 山本裕典 新川優愛 與真司郎（AAA）                               | 飯島寛騎   | 岡宮来夢          | 阪本一樹     | 今川碧海 笠原崇志                 | 大熊隆也 礒崎亮太 能井拓海 鳥潟和道 小原唯和 寺尾昌紘 吉田博哉                                     |
| 第二十九屆 （2016年） | 14210    | 溝端淳平 田中美奈實                                             | 押田岳     | 岡田龍太郎        | 鈴木一平     | 副島和樹                          | 青木弥彦 （現青木悠介） 岡本有輝紳 加藤玲大 洲脇温揮 臺野響 福澤希空 藤井悠貴 松岡蒼               |
| 第三十屆 （2017年）   | 17293    | 藤原史織 上遠野太洸 佐野岳                                      | 綱啓永     | 富樫慧士          | 奥野壯       | 佳山悠我                          | 伊藤真央 入江海斗 田中北斗 田渕冬也 徳永智加来 早坂柊人 藤田峻平 森川竜太郎 渡邉亮太               |
| 第三十一屆 （2018年） | 16,293   | 袴田吉彥 藤田妮可                                               | 松本大輝   | 田村飛呂人        | 坪根悠仁     | 川本光貴                          | 井手上漠 岩崎悠雅 尾形存恆 佐藤聰太 玉川賢吾 二宮來夢 野村流輝 百瀨拓實 藤林泰也                   |
| 第三十二屆 （2019年） | 17,165   | 武田真治                                                        | 渡邊多緒   | 西野遼            | 高木裕也     |                                   | 鈴木克哉 橋詰昌慧 井上賴彌 永井聖士 松田二羽士 藤田駿介 金田昇 石橋和磨 及川勝成 淺野郁哉 羽田將大 |
| 第三十三屆 （2020年） | 17,158   | 溝端淳平                                                        | 前川佑     | 青山凌大          | 關隼汰       | 伊藤佑晟                          | 金井丈留 永山大智 佐藤一輝 菅原真生 山下幸輝 北村一貴 石原月斗 岡松聖那 岸本舜生 柳谷參助          |
| 第三十四屆 （2021年） | 16,622   | 朝日奈央 原田龍二                                               | 齋藤璃佑   | 西優行            | 大塚大雅     | 松谷太虹                          | 堀川太陽 山岡樹 今井暖大 大津悠人 吉井優太 村澤瑠依 小林輝隼 久野渚夏 森岡耕之助 塚木芭琉 西原大湖 |
| 第三十五屆 （2022年） |          |                                                                 |            |                   |              |                                   | |

## 外部連結
- 主婦與生活社　公司介紹 （页面存档备份，存于）
- JUNON SUPERBOY CONTEST （页面存档备份，存于）
- PLATINUM JUNON （页面存档备份，存于）
- JUNON SUPERBOY ANOTHERS （页面存档备份，存于）
- JUNON美男子channel｜FRESH! （页面存档备份，存于）